# Bajdyty
Bajdyty [bai̯ˈdɨtɨ] (tiếng Đức: Beyditten) là một ngôi làng thuộc khu hành chính của Gmina Bartoszyce, thuộc huyện Bartoszycki, Warmińsko-Mazurskie, ở phía bắc Ba Lan, gần biên giới với tỉnh Kaliningrad của Nga. Nó nằm khoảng 16 kilômét (10 mi) về phía đông nam của Bartoszyce và 52 km (32 mi) về phía đông bắc của thủ đô khu vực Olsztyn.
Trước năm 1945, khu vực này thuộc về Đức như một phần của Landkreis Bartenstein ở tỉnh East Prussia. Sau Thế chiến II, khu vực này bị chia cắt giữa Ba Lan và Liên Xô.